# Hamburger Fields
Singles de Mano Negra
Sueño de Solentíname
(1994)
Hamburger Fields est une chanson du groupe Mano Negra, sortie en 1994 sur leur quatrième album Casa Babylon.
Manu Chao chante la chanson avec sa petite amie de l'époque Anouk. Elle apparait également dans le clip.